# ثيو كوغان
ثيو كوغان (بالإنجليزية: Theo Kogan)‏ هي مغنية وعارضة وممثلة أمريكية، ولدت في 23 ديسمبر 1969 في بروكلين في الولايات المتحدة.

## وصلات خارجية
- ثيو كوغان على موقع IMDb (الإنجليزية)
- ثيو كوغان على موقع قاعدة بيانات الفيلم (الإنجليزية)